# Dactylotrochus cervicornis
Dactylotrochus cervicornis es la única especie del género de corales Dactylotrochus, de la familia Agariciidae, orden Scleractinia.
Los análisis filogenéticos moleculares y la revisión de sus estructuras esqueléticas bajo el microscopio electrónico de barrido, han concluido, en un estudio reciente, que este género monotípico pertenece a la familia Agariciidae, siendo reconocido así por el Registro Mundial de Especies Marinas, aunque ha estado enmarcado hasta hace poco tiempo en la familia Caryophylliidae, dónde el Sistema Integrado de Información Taxonómica aún lo mantiene.
Es un coral de pólipo solitario, que secreta carbonato cálcico para formar un esqueleto, o coralito, y el único entre los corales escleractinios sin zooxantelas, que despliega largas extensiones de su teca, que tienen septos y son digitiformes.

## Morfología
Su coralito, o esqueleto, es cónico y con un robusto pedicelo, de unos 15 mm de diámetro, que se expande en una base incrustante. Costas planos, normalmente sólo perceptibles en el borde del cáliz. Los septos desarrollan entre 4 y 8 grandes proyecciones distintivas, que recuerdan algunos pétalos de flores. Carecen de columnela y de lóbulos paliformes. Los ejemplares mayores tienen hasta 470 septos dispuestos muy juntos.
El espécimen estudiado de mayor tamaño tenía 27.7 x 19.1 mm de diámetro calicular, 37.6 mm de altura, y 15.1 x 14.2 mm de diámetro del pedicelo.

## Hábitat y distribución
Se distribuyen en el océano Indo-Pacífico, en el mar Rojo, Guam, Hawái, Nueva Caledonia, Palaos, Vanuatu y Wallis y Futuna.
Localizado mayoritariamente en aguas profundas, en montañas y lomas marinas, y sin mucha iluminación.
Su rango de profundidad es desde 73 hasta 852 metros. Se reportan localizaciones en un rango de temperatura entre 10.37 y 27.29 °C.

## Alimentación
En la naturaleza se nutren del plancton que atrapan con sus tentáculos, y absorbiendo materia orgánica disuelta del agua, ya que carecen de algas zooxantelas.